# Mattias Gustafsson
Mattias Oskar Gustafsson (ur. 11 lipca 1978 w Åkersberdze) – szwedzki piłkarz ręczny grający na pozycji obrotowego. Wicemistrz olimpijski 2012 z Londynu.  Obecnie występuje w szwedzkiej Eliteserien, w drużynie Ricoh HK.

## Życie prywatne
Jego żoną jest szwedzka szczypiornistka, bramkarka - Madeleine Gustafsson. Para wzięła ślub w 27 czerwca 2009.

## Sukcesy

### reprezentacyjne
- srebrny medalista igrzysk olimpijskich 2012 w Londynie

### klubowe
- srebrny medalista mistrzostw Szwecji 2005
- złoty medalista mistrzostw Danii 2008, 2010